# Mohamed El-Kemissi
Mohamed El-Kemissi (* 2. März 1931 in Bou Salem) ist ein ehemaliger tunesischer Radrennfahrer und nationaler Meister im Radsport.

## Sportliche Laufbahn
Mohamed El-Kemissi war Teilnehmer der Olympischen Sommerspiele 1960 in Rom. Im olympischen Straßenrennen schied er beim Sieg von Wiktor Kapitonow aus. Im Mannschaftszeitfahren kam der tunesische Vierer auf den 27. Rang. Über sein weiteres Leben und seine sportlichen Erfolge ist nichts bekannt.